# Borkum

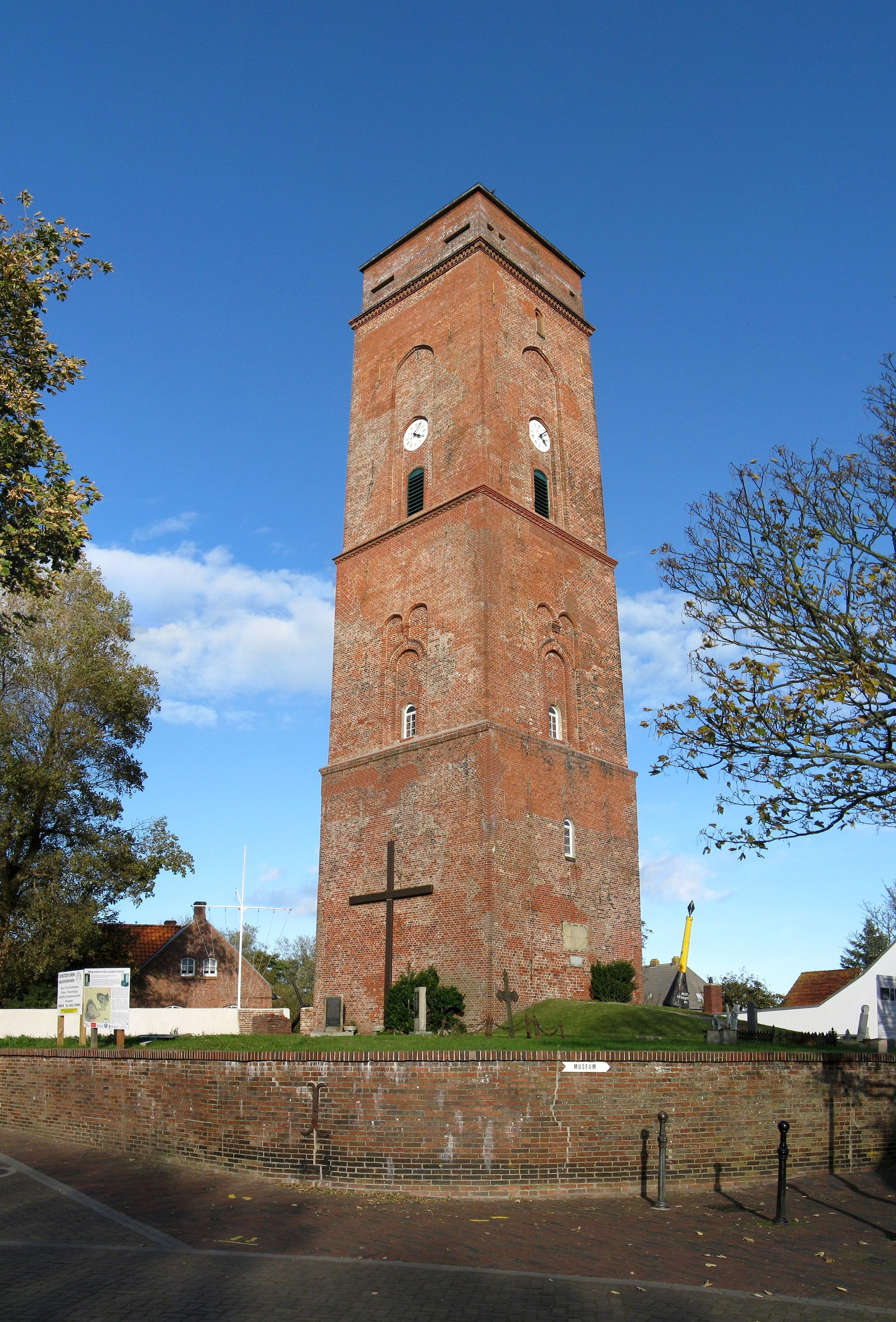
Faro antiguo de Borkum

Borkum (pronunciación en alemán: /ˈbɔʁkʊm/ⓘ) es la más occidental de las islas Frisias orientales. Pertenece al Estado federado alemán de Baja Sajonia y está ubicada en el mar del Norte, en la desembocadura del río Ems.
La isla está situada entre dos estrechos, el Westereems al oeste (separándola de Memmert) y el Ostereems al este (al otro lado del cual está Rottumeroog). Al norte tiene el mar del Norte, mientras que al sur es bañada por el mar de Frisia. A pesar de estar delante de la costa de la provincia neerlandesa de Groninga, pertenece al Estado federado de Baja Sajonia (Alemania). 
Tiene una superficie de 30,6 km² y una población de 5.583 habitantes (2003), concentrada en un único pueblo, que también se llama Borkum. 
Solo los residentes tienen derecho a circular en coche.
Aquí se proyecta crear la primera planta eólica marina alemana desde el año 2005.

## Clima
Como la única de las islas Frisias Orientales, Borkum está bajo la influencia del mar del Norte durante todo el año gracias a su distancia de 30 km del continente.
El clima marítimo está influenciado por la corriente del Golfo y la zona de viento del oeste con una humedad correspondientemente alta durante todo el año.
Esto asegura un clima variado, con mucho sol y viento, pero también lluvias y chubascos ocasionales.